# Saint-Andéol-de-Vals
Saint-Andéol-de-Vals é uma comuna francesa na região administrativa de Auvérnia-Ródano-Alpes, no departamento de Ardèche. Estende-se por uma área de 16,65 km². Em 2010 a comuna tinha 536 habitantes (densidade: 32,2 hab./km²).